# Киргинньех
Киргинньех (Киргиннех; устар. Киргинньэх) — река в Жиганском улусе Якутии (Россия), левый приток реки Хоруонгка. Длина реки — 79 км.
Начинается в озере Мустах-Кюеле, течёт в общем юго-восточном направлении. Впадает в Хоруонгку на расстоянии 59 километров от её устья на высоте ниже 57 метров над уровнем моря. Ширина реки около устья 12 метров, глубина — 0,5 метра.
Территория бассейна реки покрыта лиственничными лесами.

## Притоки
Объекты перечислены по порядку от устья к истоку.
- 10 км: Евдокия-Сяне
- 34 км: Кюельлях-Юряге
- 57 км: Мастыр

## Сведения государственного водного реестра
По данным государственного водного реестра России относится к Ленскому бассейновому округу.
Код водного объекта — 18030900112117500008771.

## Пояснения
1. ↑  На картах Генерального штаба река от устья Мастыра до устья Кюельлях-Юряге названа именем первого; в ГКГН началом реки считается слияние Мастыра и Кюельлях-Юряге